# Calligrapha suturella
Calligrapha suturella es una especie de escarabajo del género Calligrapha, familia Chrysomelidae. Fue descrita por C. Schaeffer en 1933.
Mide 8.0–9.2 mm. Se alimenta de sauces (Salix). Se encuentra en Canadá y noreste de Norteamérica.